# Caitríona Balfe
Caitríona Balfe   (Dublín, 4 d'octubre de 1979) és una actriu irlandesa. Va començar a treballar com a model de moda a París als 18 anys, però es va tornar a centrar a actuar 10 anys després. Va tenir papers principals a les sèries The Beauty Inside (2012) i H+: The Digital Series (2012–2013), i va aparèixer a les pel·lícules Super 8 (2011), Now You See Me (2013), Escape Plan (2013), Money Monster (2016) i Ford v Ferrari (2019). Balfe va guanyar protagonisme quan va interpretar la Claire Fraser a la sèrie de televisió de drama històric de Starz Outlander (2014-present), per la qual va rebre quatre nominacions als Globus d'Or. La seva actuació a Belfast (2021) li va valdre nominacions als Globus d'Or, als Screen Actors Guild Awards i als British Academy Film Awards.

## Biografia
Balfe va néixer a Dublín i va créixer fora del poble de Tydavnet, al comtat de Monaghan. És la quarta de cinc fills. El seu pare era un sergent de la Garda. Va anar a l'Institut Tecnològic de Dublín per estudiar teatre, abans de ser descoberta per un caçador de talents de models.

## Carrera

### Carrera de model
Balfe va començar a fer de model després que un agent la descobrís mentre recollia diners per a la caritat en un centre comercial local. Als 18 anys, després de treballar com a model a Dublín durant uns mesos, va cridar l'atenció d'un agent de Ford Models que li va oferir l'oportunitat de treballar per a ells a París.
Els aspectes més destacats de la carrera de model de Balfe inclouen l'obertura i el tancament de desfilades de moda per a Chanel, Givenchy, Dolce & Gabbana, Moschino, Alberta Ferretti i Louis Vuitton. En un període de tres anys, va participar en més de 250 passarel·les. En el punt àlgid de la seva carrera, Balfe es considerava una de les vint models més sol·licitades del món.

### Actriu
Mentre vivia a Nova York, Balfe va interpretar el paper menor d'una treballadora de la revista Runway a la pel·lícula de 2006 The Devil Wears Prada. El 2009, després d'una dècada de carrera de model, Balfe va tornar a la seva carrera inicial i es va traslladar de Nova York a Los Angeles, passant el seu primer any i mig a la ciutat exclusivament prenent classes d'interpretació, primer al Warner Loughlin Studios i després al Sanford Meisner Center i als Judith Weston Studios. Balfe ha aparegut a les pel·lícules Super 8, com a la mare del protagonista, Now You See Me, com a dona del personatge de Michael Caine, i Escape Plan, com l'advocada de la CIA que contracta el personatge de Sylvester Stallone.
El 2012 va ser Alex #34 a The Beauty Inside, una pel·lícula social dividida en sis episodis que explica la història d'un home anomenat Alex (Topher Grace) que es desperta en un cos diferent cada dia. El 2013 va protagonitzar els vídeos musicals de "First Fires" del músic britànic Bonobo i de "Chloroform" de la banda francesa Phoenix, aquesta última dirigida per Sofia Coppola.
Balfe va formar part del repartiment principal de la sèrie web de Warner Bros. H+: The Digital Series durant els anys 2012 i 2013, en què va interpretar a Breanna Sheehan, una de les executives d'una empresa de biotecnologia que desenvolupa un ordinador implantat que permet connectar la gent a Internet les 24 hores del dia.
El setembre de 2013, Balfe va ser elegida com el personatge principal, Claire Beauchamp Randall Fraser, a la sèrie de televisió de Starz Outlander, basada en les novel·les escrites per Diana Gabaldon ; la sèrie es va estrenar a l'agost de 2014. Balfe interpreta una infermera de mitjan del segle XX (més tard cirurgiana) que és transportada en el temps a les terres altes escoceses devastades per la guerra a mitjan segle XVIII. Tant la sèrie com la seva actuació han rebut elogis de la crítica, amb Richard Lawson de Vanity Fair dient que "ajuda enormement que Balfe sigui una actriu tan atractiva, [ella] fa de Claire una heroïna enèrgica, de principis i genuïnament heroica". Tim Goodman de The Hollywood Reporter va escriure que Balfe és "una raó suficient per mirar-la; és una actriu segura que aporta diversos matisos al seu personatge". Angelica Jade Bastién de The New York Times va qualificar Balfe d'"una de les actrius més impressionants de la televisió".
L'abril de 2015, Balfe va rebre nominacions als premis de millor actriu protagonista en un drama i millor estrella emergent als 12th Irish Film & Television Awards, i va ser nomenada una de les "50 persones més belles del món" per la revista People . Va guanyar als premis Saturn el premi a la millor actriu de televisió el 2015 i el 2016. El novembre de 2016, Balfe va guanyar el premi BAFTA escocès a la millor actriu de televisió i el febrer de 2018 va guanyar l'IFTA irlandès a la millor actriu protagonista en un drama. Balfe també va rebre quatre nominacions al Globus d'Or a la millor actriu de sèrie dramàtica pel seu paper a Outlander.
Balfe va coprotagonitzar la pel·lícula Money Monster (2016), dirigida per Jodie Foster i protagonitzada per George Clooney i Julia Roberts. Eric Hills de The Movie Waffler va escriure: "Però és la relativa nouvinguda Balfe qui deixa la major impressió; és magnètica, roba escenes fins i tot quan el seu personatge només es veu reaccionant a la situació en un monitor de fons. Espero veure molt més d'aquesta actriu irlandesa en els propers anys".
El 2019, Balfe va tenir un paper de veu recurrent com a Tavra a la sèrie de fantasia de Netflix The Dark Crystal: Age of Resistance . La sèrie, que va ser una preqüela de la pel·lícula fantàstica de 1982 The Dark Crystal i produïda per la Jim Henson Company, va ser elogiada per la crítica. També el 2019, va tenir un paper protagonista al costat de Matt Damon i Christian Bale a la pel·lícula dramàtica esportiva Ford v Ferrari . Balfe va interpretar Mollie Miles, l'esposa del pilot professional de cotxes de carreres Ken Miles, un paper que li va valer una nominació a l'IFTA a la millor actriu secundària. La pel·lícula va rebre l'aclamació universal després de l'estrena i va ser nominada a l'Oscar a la millor pel·lícula.
El 2021, Balfe va tenir un paper coprotagonista a la pel·lícula semi-autobiogràfica Belfast de Kenneth Branagh, per la qual va rebre elogis de la crítica.  La seva actuació li va valdre nominacions als premis Screen Actors Guild Award, Golden Globe Award, Critics' Choice Movie Award i British Academy Film Award a la millor actriu secundària. La pel·lícula va ser nominada a la millor pel·lícula als 94è Premis de l'Acadèmia. És membre de la Branca d'Actors de l'Acadèmia de les Arts i les Ciències Cinematogràfiques des de juny de 2022.
Balfe protagonitzarà la pel·lícula The Amateur de 20th Century Studios.

## Vida personal
Balfe viu a Londres i, mentre filmava Outlander, a Glasgow. Abans va viure a Los Angeles, on va començar a actuar professionalment, i a la ciutat de Nova York, París, Londres, Milà, Hamburg i Tòquio mentre treballava com a model. Balfe solia dominar el gaèlic irlandès i encara conserva algunes frases. A més, parla francès.
El 10 d'agost de 2019, Balfe es va casar amb el seu xicot de feia molt de temps, el productor musical Anthony "Tony" McGill. El 18 d'agost de 2021 va anunciar  que havia donat a llum el seu fill.

## Filmografia

### Pel·lícules
| Any  | Títol                   | Personatge       | Notes                        | Ref.   |
| ---- | ----------------------- | ---------------- | ---------------------------- | ------ |
| 2006 | The Devil Wears Prada   | Clacker          | No surt als crèdits          | [ 7 ]  |
| 2009 | Picture Me              | D'ella mateixa   | Documental; també productora | [ 45 ] |
| 2009 | A Herculean Effort      | Emily            | Curtmetratge                 |        |
| 2011 | Super 8                 | Elizabeth Lamb   |                              |        |
| 2011 | Lust Life               | Aubrey           | Curtmetratge                 |        |
| 2012 | The Wolf                | Sally            | Curtmetratge                 |        |
| 2012 | Lost Angeles            | Véronique        |                              |        |
| 2013 | Crush                   | Andie            |                              |        |
| 2013 | Now You See Me          | Jasmine Tressler |                              |        |
| 2013 | Escape Plan             | Jessica Miller   |                              |        |
| 2015 | The Price of Desire     | Gabrielle Bloch  |                              |        |
| 2016 | Money Monster           | Diane Lester     |                              |        |
| 2019 | Ford v Ferrari          | Mollie Miles     |                              |        |
| 2020 | Angela's Christmas Wish | Dorothy's Mother | Veu                          | [ 46 ] |
| 2021 | Belfast                 | Ma               |                              |        |
| 2024 | The Cut                 | Caitlin Harney   | Post Producció               |        |
| 2025 | The Amateur             | TBA              | Post Producció               | [ 38 ] |

### Televisió
| Any          | Títol                               | Rol                             | Notes                             | Ref.   |
| ------------ | ----------------------------------- | ------------------------------- | --------------------------------- | ------ |
| 2010         | The Model Scouts                    | Ella mateixa / Mentora fugitiva | Temporada 2, episodi 2            | [ 7 ]  |
| 2012         | The Beuty Inside                    | Àlex #34                        | Paper principal                   | [ 14 ] |
| 2012–2013    | H+: The Digital Series              | Breanna Sheehan                 | Paper principal                   |        |
| 2014-present | Outlander                           | Claire Beauchamp Fraser         | Paper principal, també productora | [ 18 ] |
| 2019         | The Dark Crystal: Age of Resistance | Tavra                           | veu                               |        |
| 2019         | The Christmas Letter                | Ellie                           | veu; Pel·lícula de televisió      | [ 47 ] |

## Premis i nominacions
| Any  | Work                             | Premi                                              | Categoria                                               | Resultat  | Ref.          |
| ---- | -------------------------------- | -------------------------------------------------- | ------------------------------------------------------- | --------- | ------------- |
| 2015 | Outlander                        | BBC America Anglophenia Fan Favourite Awards       | Dona de l'any                                           | Guanyador | [ 48 ]        |
| 2015 | Outlander                        | The Anglophile Channel Awards                      | Millor actriu a una sèrie de televisió                  | Guanyador | [ 49 ]        |
| 2015 | Outlander                        | Saturn Awards                                      | Millor actriu a la televisió                            | Guanyador | [ 50 ]        |
| 2015 | Outlander                        | Irish Film & Television Awards                     | Millor actriu protagonista a un drama                   | Nominat   | [ 51 ]        |
| 2015 | Outlander                        | Irish Film & Television Awards                     | Premi estrella emergent                                 | Nominat   | [ 51 ]        |
| 2015 | Outlander                        | EWwy Awards                                        | Millor actriu a una sèrie drama                         | Guanyador | [ 52 ]        |
| 2016 | Outlander                        | People's Choice Awards                             | Actriu Preferida de TV cable de Ciència-ficció/Fantasia | Guanyador | [ 53 ]        |
| 2016 | Outlander                        | Golden Globe Awards                                | Millor actriu – Sèrie de televisió Drama                | Nominat   | [ 54 ]        |
| 2016 | Outlander                        | Satellite Awards                                   | Millor conjunt de televisió                             | Guanyador |               |
| 2016 | Outlander                        | Women's Image Network Awards                       | Millor actriu a una sèrie de drama                      | Guanyador | [ 55 ]        |
| 2016 | Outlander                        | Saturn Awards                                      | Millor actriu a la televisió                            | Guanyador | [ 56 ]        |
| 2016 | Outlander                        | Irish Film & Television Awards                     | Millor actriu protagonista en Drama                     | Nominat   | [ 57 ]        |
| 2016 | Outlander                        | The Anglophile Channel Awards                      | Millor actriu a una sèrie de televisió                  | Guanyador | [ 58 ]        |
| 2016 | Outlander                        | EWwy Awards                                        | Millor actriu a una sèrie de drama                      | Guanyador | [ 59 ]        |
| 2016 | Outlander                        | British Academy Scotland Awards                    | Millor actriu a la televisió                            | Guanyador | [ 60 ]        |
| 2016 | Outlander                        | Critics' Choice Television Awards                  | Millor actriu a una sèrie de drama                      | Nominat   | [ 61 ]        |
| 2017 | Outlander                        | People's Choice Awards                             | Actriu Preferida a TV de Ciència-ficció/Fantasia        | Guanyador | [ 62 ]        |
| 2017 | Outlander                        | Golden Globe Awards                                | Millor actriu – Sèrie de televisió de Drama             | Nominat   | [ 63 ]        |
| 2017 | Outlander                        | Oscar Wilde Awards                                 | —                                                       | Premiada  | [ 64 ]        |
| 2017 | Outlander                        | Women's Image Network Awards                       | Millor actriu a una sèrie de drama                      | Nominat   | [ 65 ]        |
| 2017 | Outlander                        | Irish Film & Television Awards                     | Millor actriu protagonista a TV de drama                | Nominat   | [ 66 ]        |
| 2017 | Outlander                        | Saturn Awards                                      | Millor actriu a la televisió                            | Nominat   | [ 67 ]        |
| 2018 | Outlander                        | Golden Globe Awards                                | Millor actriu – Sèrie de televisió Drama                | Nominat   | [ 68 ]        |
| 2018 | Outlander                        | Women's Image Network Awards                       | Millor actriu a una sèrie de drama                      | Nominat   |               |
| 2018 | Outlander                        | Satellite Awards                                   | Millor actriu a TV de Drama//Gènere                     | Nominat   | [ 69 ]        |
| 2018 | Outlander                        | Critics' Choice Television Awards                  | Millor actriu a una sèrie de drama                      | Nominat   | [ 70 ]        |
| 2018 | Outlander                        | Irish Film & Television Awards                     | Millor actriu protagonista a TV de Drama                | Guanyador | [ 71 ]        |
| 2018 | Outlander                        | Saturn Awards                                      | Millor actriu a la televisió                            | Nominat   | [ 72 ]        |
| 2019 | Outlander                        | Golden Globe Awards                                | Millor actriu – Sèrie de televisió de drama             | Nominat   | [ 73 ]        |
| 2019 | Outlander                        | Saturn Awards                                      | Millor actriu a una sèrie de televisió                  | Nominat   | [ 74 ]        |
| 2020 | Outlander                        | Irish Film & Television Awards                     | Millor actriu protagonista de Drama a la Televisió      | Nominat   | [ 33 ]        |
| 2020 | Ford v Ferrari                   | Irish Film & Television Awards                     | Millor actriu secundària en una pel·lícula              | Nominat   | [ 33 ]        |
| 2020 | Outlander                        | Women's Image Network Awards                       | Millor actriu en una sèrie de drama                     | Nominat   | [ 75 ]        |
| 2020 | Outlander                        | Women's Image Network Awards                       | Pel·lícula/Sèrie produïda per una dona                  | Nominat   | [ 75 ]        |
| 2021 | Outlander                        | Critics' Choice Super Awards                       | Millor actriu a una sèrie de Ciència Ficció/Fantasia    | Nominat   | [ 76 ]        |
| 2021 | Outlander                        | Satellite Awards                                   | Millor actriu a una sèrie, Drama/Gènere                 | Nominat   | [ 77 ]        |
| 2021 | Outlander                        | 46th Annual Gracie Awards                          | Millor actriu protagonista – Drama                      | Guanyador | [ 78 ]        |
| 2021 | Outlander                        | Saturn Awards                                      | Millor actriu a la televisió                            | Guanyador | [ 79 ] [ 80 ] |
| 2021 | Belfast                          | Napa Valley Film Festival Awards                   | Premi Spotlight                                         | Premiada  | [ 81 ]        |
| 2021 | Belfast                          | Santa Barbara International Film Festival          | Premi Virtuosos                                         | Premiada  | [ 82 ]        |
| 2021 | Belfast                          | Palm Springs International Film Festival           | Premi Vanguard                                          | Premiada  | [ 83 ]        |
| 2021 | Belfast                          | British Independent Film Awards                    | Millor actriu                                           | Nominat   | [ 84 ]        |
| 2021 | Belfast                          | San Diego Film Critics Society                     | Millor actriu                                           | Guanyador | [ 85 ]        |
| 2021 | Belfast                          | Online Association of Female Film Critics          | Millor actriu secundària                                | Nominat   | [ 86 ]        |
| 2021 | Belfast                          | Online Association of Female Film Critics          | Millor conjunt d'actuació                               | Nominat   | [ 86 ]        |
| 2021 | Belfast                          | Screen Actors Guild Awards                         | Millor actriu secundària                                | Nominat   | [ 87 ]        |
| 2021 | Belfast                          | Screen Actors Guild Awards                         | Millor conjunt d'actuació                               | Nominat   | [ 87 ]        |
| 2021 | Belfast                          | Critics' Choice Awards                             | Millor actriu secundària                                | Nominat   | [ 88 ]        |
| 2021 | Belfast                          | Critics' Choice Awards                             | Millor conjunt d'actuació                               | Guanyador | [ 88 ]        |
| 2021 | Belfast                          | Las Vegas Film Critics Society                     | Millor actriu secundària                                | Nominat   | [ 89 ]        |
| 2021 | Belfast                          | Iowa Film Critics Association                      | Millor actriu secundària                                | Guanyador | [ 90 ]        |
| 2021 | Belfast                          | IFTA Film & Drama Awards                           | Millor actriu secundària                                | Nominat   | [ 91 ]        |
| 2021 | Belfast                          | North Dakota Film Society                          | Millor actriu secundària                                | Nominat   | [ 92 ]        |
| 2021 | Belfast                          | Hawaii Film Critics Circle                         | Millor actriu secundària                                | Nominat   | [ 93 ]        |
| 2021 | Belfast                          | Golden Globe Awards                                | Millor actriu secundària                                | Nominat   | [ 94 ]        |
| 2021 | Belfast                          | British Academy Film Awards                        | Millor actriu secundària                                | Nominat   | [ 95 ]        |
| 2021 | Belfast                          | Chicago Film Critics Association                   | Millor actriu secundària                                | Nominat   | [ 96 ]        |
| 2021 | Belfast                          | Indiana Film Journalists Association               | Millor actriu secundària                                | Nominat   | [ 97 ]        |
| 2021 | Belfast                          | Phoenix Critics Circle                             | Millor actriu secundària                                | Nominat   | [ 98 ]        |
| 2021 | Belfast                          | Columbus Film Critics Association                  | Millor actriu secundària                                | Nominat   | [ 99 ]        |
| 2021 | Belfast                          | AACTA International Awards                         | Millor actriu secundària                                | Nominat   | [ 100 ]       |
| 2021 | Belfast                          | Hollywood Critics Association                      | Millor actriu secundària                                | Nominat   | [ 101 ]       |
| 2021 | Belfast                          | Hollywood Critics Association                      | Millor repartiment                                      | Guanyador | [ 101 ]       |
| 2021 | Belfast                          | Satellite Awards                                   | Millor actriu secundària                                | Nominat   | [ 102 ]       |
| 2021 | Belfast                          | Washington DC Area Film Critics Association Awards | Millor actriu secundària                                | Nominat   | [ 103 ]       |
| 2021 | Belfast                          | Washington DC Area Film Critics Association Awards | Millor repartiment                                      | Nominat   | [ 103 ]       |
| 2022 | Belfast                          | Online Film and Television Association             | Millor repartiment                                      | Nominat   | [ 104 ]       |
| 2022 | Outlander                        | Saturn Awards                                      | Millor actriu a la televisió                            | Nominat   | [ 105 ]       |
| 2022 | BAFTA Scotland Award             | Millor actriu                                      | Nominat                                                 | [ 106 ]   |               |
| 2022 | Women's Image Network Awards     | Millor actriu a una sèrie de Drama                 | Nominat                                                 | [ 107 ]   |               |
| 2022 | Irish Film and Television Awards | Millor actriu protagonista - drama                 | Nominat                                                 | [ 108 ]   |               |
| 2023 | Saturn Awards                    | Millor actriu a una sèrie de televisió             | Guanyador                                               | [ 109 ]   |               |